# Rubus fuscoviridis
Rubus fuscoviridis är en rosväxtart som beskrevs av Rilstone. Rubus fuscoviridis ingår i släktet rubusar, och familjen rosväxter. Inga underarter finns listade i Catalogue of Life.